# Winifred Mary Curtis
Pour les articles homonymes, voir Curtis.
Winifred Mary Curtis est une botaniste australienne d'origine britannique, née le 15 juin 1905 à Londres et morte le 14 octobre 2005 à Hobart.

## Biographie
Winifred Mary Curtis  vit plusieurs années en Inde, où son père est fonctionnaire britannique. Sa famille rentre en Angleterre en 1920, et elle fait ses études à University College de Londres. Elle obtient son diplôme de sciences en 1927, puis un diplôme honorifique en 1928. Elle obtient une diplôme d'enseignement à Cambridge et enseigne la biologie aux lycées de Manchester et à Hampstead. Elle obtient un master de sciences en 1939, puis s’installe en Australie en septembre 1939 et devient membre du département de biologie de l'université de Tasmanie, où elle participe à la création du département de botanique en 1945. Elle y réalise toute sa carrière, et dirige le département à plusieurs reprises.
En 1945, elle commence à travailler à The Students' Flora of Tasmania qui sert de base à son enseignement. De 1967 à 1978, elle rédige The Endemic Flora of Tasmania, dont Margaret Stones assure les illustrations.
Winifred Mary Curtis prend sa retraite en 1966 et prend une part active à la création de l’herbier tasmanien en 1977.
Elle continue alors à visiter son herbier et à améliorer le manuel d’enseignement. Elle meurt centenaire le 14 octobre 2005 à Hobart.